# پنوم چیزور
پنوم چیزور (به لاتین: Phnom Chisor) یک کوه و محوطه باستانی در کامبوج است که در Samraŏng District واقع شده‌است. پنوم چیزور ۱۳۳ متر بالاتر از سطح دریا واقع شده‌است.